# Трипуце
Трипуце (пол. Trypucie) — село в Польщі, у гміні Туроснь-Косьцельна Білостоцького повіту Підляського воєводства.
Населення — 262 особи (2011).
У 1975-1998 роках село належало до Білостоцького воєводства.

## Демографія
Демографічна структура станом на 31 березня 2011 року:
|          | Загалом | Допрацездатний вік | Працездатний вік | Постпрацездатний вік |
| -------- | ------- | ------------------ | ---------------- | -------------------- |
| Чоловіки | 128     | 21                 | 97               | 10                   |
| Жінки    | 134     | 22                 | 81               | 31                   |
| Разом    | 262     | 43                 | 178              | 41                   |